# 구조 미치타카
구조 미치타카(일본어: 九条道孝, 1839년 6월 11일 ~ 1906년 1월 4일)는 일본 메이지 시대의 공가, 정치인(귀족원의원)이다. 공작위를 가지고 있었다. 씨족은 후지와라씨의 지파 구조 가문이다. 최후의 후지와라 씨장자. 일본 제국의 국구.

## 생애
보신 전쟁 당시 신정부를 도와 도호쿠 지방으로 진격했으며, 메이지 유신 이후 메이지 천황의 자문역을 맡았다. 이와사키 야타로와 함께 일본 최초의 해상보험 회사인 도쿄 해상 니치도 화재보험 (당시 이름은 도쿄 해상 보험회사)을 세웠다. 의회의 개설 이후에는 귀족원 의원을 맡기도 했다. 1900년에 대훈위 국회 대수장을 받았다. 1906년에 68세로 죽었다.

## 가족 관계
누나는 고메이 천황의 황후이자 메이지 천황의 양모인 에이쇼 황태후이며, 딸 사다코는 다이쇼 천황의 황후이다.
| 전임 니조 나리유키 | 후지와라 씨장자 1868년 ~ 1871년 | 후임 소멸 |

| 전임 구조 유키쓰네 | 제31대 구조 가문 당주 | 후임 구조 미치자네 |